# Hans Weisbach
Hans Edgar Weisbach (* 19. Juli 1885 in Glogau, Schlesien; † 23. April 1961 in Wuppertal) war ein deutscher Dirigent und Pianist.

## Leben und Wirken
Weisbach entstammte einer Soldatenfamilie. Bereits ab dem siebten Lebensjahr erhielt er sowohl Klavier- als auch Geigenunterricht und trat schon als Schüler bei verschiedenen Kammerkonzerten in Erscheinung. Nach seinem Abitur studierte er an der Akademischen Hochschule für Musik in Berlin zunächst bei Joseph Joachim und Andreas Moser Geige, danach bei Ernst Rudorff und Georg von Petersenn Klavier und schließlich bei Robert Hausmann das Dirigieren. Zusätzlich belegte er noch Studiengänge in Philosophie und Musikwissenschaften.
Im Jahr 1908 wechselte Weisbach nach München, wo er am dortigen Hoftheater, der heutigen Bayerischen Staatsoper unter Felix Mottl als Kapellmeistervolontär wirkte und zeitgleich weitere Vorlesungen an der Ludwig-Maximilians-Universität München besuchte. Drei Jahre später zog es ihn nach Frankfurt, wo er als Pianist und Kammermusiker bei eigenen Konzertveranstaltungen und für die Frankfurter Museumsgesellschaft tätig war und darüber hinaus als zweiter Dirigent den „Rühlschen Oratorienverein“ leitete. Nach einer kurzen Episode in Worms, wo er 1913 die Leitung der Konzertgesellschaft übernahm, und in Wiesbaden sowie einer kriegsbedingten Unterbrechung, wurde er 1919 zum städtischen Musikdirektor des Philharmonischen Orchesters in Hagen/Westfalen gewählt, wo er 1926 die Uraufführung von Paul Graeners Konzert für Klavier und Orchester (op. 72) mit Käthe Heinemann als Solistin leitete. In Hagen war Weisbach maßgeblich daran beteiligt, dass die erst halb fertige und beschädigte Stadthalle fertiggestellt wurde und im Jahr 1923 das erste Hagener Musikfest stattfinden konnte. Neben dieser Tätigkeit leitete er ab 1924 zusätzlich noch die Konzertgesellschaft Barmen.
Schließlich wurde er 1926 nach einigen erfolgreichen Auftritten als Gastdirigent zum Nachfolger von Georg Schnéevoigt als städtischer Generalmusikdirektor nach Düsseldorf berufen. Sein erster großer Auftritt mit den Düsseldorfer Symphonikern und einem anspruchsvollen Programm im Rahmen der Eröffnungsfeier der Großen „Ausstellung für Gesundheitspflege, soziale Fürsorge und Leibesübungen“ (GeSoLei) wurde zu einem viel beachteten Erfolg. In der Folgezeit leitete er neben dem saisonalen Programm zweimal das Niederrheinische Musikfest sowie zahlreiche Ur- und Erstaufführungen wie beispielsweise die „Missa Symphonica“ für gemischten Chor, Soli, Orchester und Orgel op. 36 und das „Requiem“ von Lothar Windsperger, die „Vier Marianische Antiphonen“ für gemischten Chor, 9 Solo-Instrumente, Orgel und Orchester von Wolfgang Fortner und „Die Weihe der Nacht“ von ihm selbst als Uraufführungen sowie „König David“ von Arthur Honegger, die „Stabat mater“ op. 53 von Karol Szymanowski und „Hymnus“ von Heinz Schubert als deutsche Erstaufführungen.
Mit einer letzten Konzertveranstaltung am 8./9. Februar 1933 beendete Weismann seine Tätigkeit in Düsseldorf und zog nach Leipzig, wo er bis 1939 die Leitung des Rundfunk-Sinfonieorchesters Leipzig, dem heutigen MDR-Sinfonieorchester übernahm. Anschließend wechselte er in schwierigen Kriegsjahren nach Wien. Hier leitete Weisbach bis 1944 die Wiener Symphoniker, ein Orchester, in dem es seit der deutschen Machtübernahme einen überproportional großen Anteil an Parteimitgliedern und Anwärtern auf die Parteimitgliedschaft gab. Er war dort unter anderem verantwortlich für die so genannten Kraft-durch-Freude-Konzerte, für Auftritte im Reichsrundfunk und für die Aufführung der großen Wiener Konzertserien, ehe das Orchester – bereits personell durch Einberufungen zum Kriegsdienst erheblich reduziert – im August 1944 stillgelegt wurde.
Nachdem er ein Entnazifizierungsverfahren durchlaufen hatte – er war seit 1937 Mitglied der NSDAP – berief man ihn schließlich im Jahr 1947 zum städtischen Musikdirektor nach Wuppertal, wo er auch seine Laufbahn beendete.
Weisbach galt zeitlebens als ein international anerkannter Kenner und Interpret der Musik von Johann Sebastian Bach, welche er in zahlreichen Aufführungen (u. a. mit dem London Symphony Orchestra) immer wieder zu Gehör brachte. Als Anerkennung für sein Lebenswerk und für seine musikalischen Aufbaujahre in Hagen und Wuppertal erhielt Hans Weisbach 1955 den von der Heydt-Kulturpreis sowie das Große Verdienstkreuz der Bundesrepublik Deutschland.